# Фрасо Сабино
Фрасо Сабино (итал. Frasso Sabino) је насеље у Италији у округу Ријети, региону Лацио.
Према процени из 2011. у насељу је живело 223 становника. Насеље се налази на надморској висини од 419 м.

## Становништво
Према резултатима пописа становништва 2011. у општини је живело 688 становника.
| 1936. | 1951. | 1961. | 1971. | 1981. | 1991. | 2001. | 2011. |
| ----- | ----- | ----- | ----- | ----- | ----- | ----- | ----- |
| 732   | 669   | 611   | 563   | 498   | 531   | 632   | 688   |